# 路易斯堡鎮區 (北卡羅萊納州富蘭克林縣)
路易斯堡鎮區（英語：Louisburg Township）是位於美國北卡羅萊納州富蘭克林縣的一個鎮區。

## 地方資料
路易斯堡鎮區的面積為150.21平方千米，皆為陸地。根據2020年美國人口普查的數據，當地共有人口8077人，而人口密度為每平方千米53.77人。